# Neuilly-l'Hôpital
Neuilly-l'Hôpital és un municipi francès situat al departament del Somme i a la regió dels Alts de França. L'any 2007 tenia 316 habitants.

## Demografia

### Població

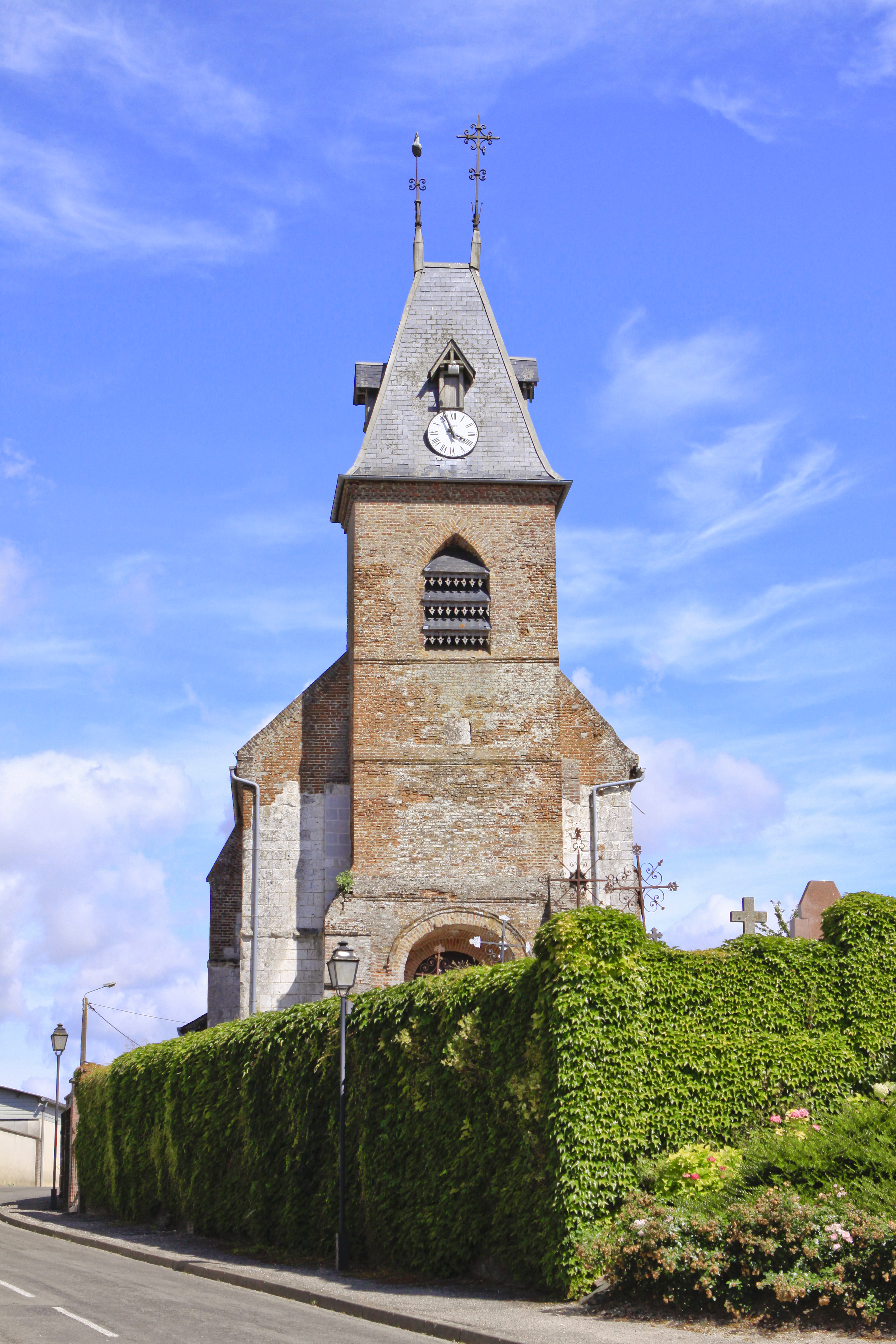

El 2007 la població de fet de Neuilly-l'Hôpital era de 316 persones. Hi havia 112 famílies de les quals 24 eren unipersonals (16 homes vivint sols i 8 dones vivint soles), 36 parelles sense fills, 44 parelles amb fills i 8 famílies monoparentals amb fills.
La població ha evolucionat segons el següent gràfic:
Habitants censats

### Habitatges
El 2007 hi havia 131 habitatges, 118 eren l'habitatge principal de la família, 8 eren segones residències i 5 estaven desocupats. Tots els 131 habitatges eren cases. Dels 118 habitatges principals, 111 estaven ocupats pels seus propietaris, 6 estaven llogats i ocupats pels llogaters i 1 estava cedit a títol gratuït; 3 tenien dues cambres, 12 en tenien tres, 24 en tenien quatre i 79 en tenien cinc o més. 89 habitatges disposaven pel capbaix d'una plaça de pàrquing. A 42 habitatges hi havia un automòbil i a 63 n'hi havia dos o més.

### Piràmide de població

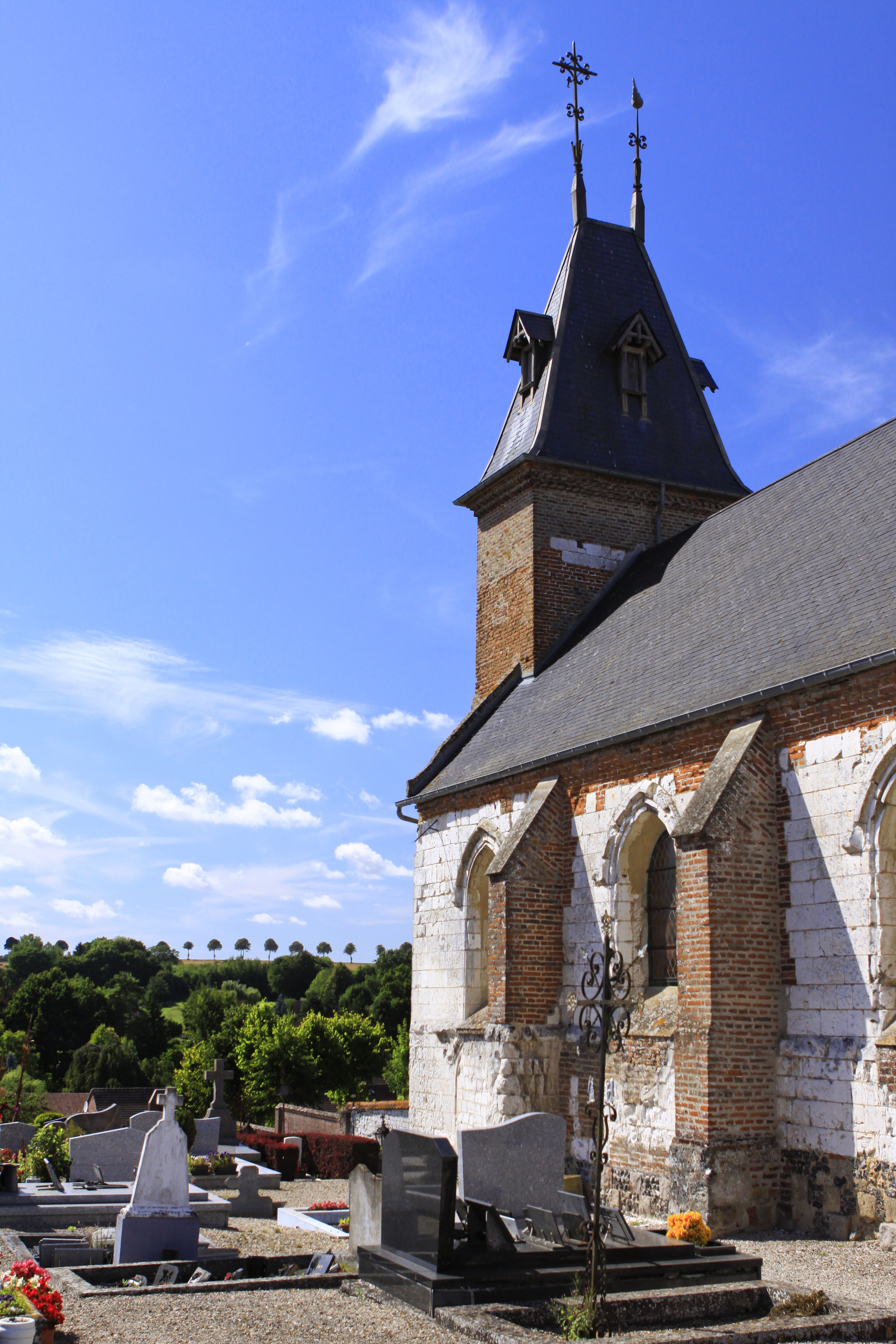

La piràmide de població per edats i sexe el 2009 era:
| Homes | Edats   | Dones |
| ----- | ------- | ----- |
| 0     | 95 o +  | 0     |
| 0     | 90 a 94 | 0     |
| 0     | 85 a 89 | 0     |
| 0     | 80 a 84 | 4     |
| 0     | 75 a 79 | 4     |
| 4     | 70 a 74 | 12    |
| 24    | 65 a 69 | 12    |
| 0     | 60 a 64 | 8     |
| 4     | 55 a 59 | 0     |
| 12    | 50 a 54 | 16    |
| 4     | 45 a 49 | 4     |
| 16    | 40 a 44 | 8     |
| 12    | 35 a 39 | 12    |
| 12    | 30 a 34 | 16    |
| 0     | 25 a 29 | 16    |
| 8     | 20 a 24 | 0     |
| 16    | 15 a 19 | 20    |
| 4     | 10 a 14 | 20    |
| 8     | 5 a 9   | 0     |
| 4     | 0 a 4   | 4     |

## Economia

El 2007 la població en edat de treballar era de 192 persones, 147 eren actives i 45 eren inactives. De les 147 persones actives 139 estaven ocupades (79 homes i 60 dones) i 8 estaven aturades (4 homes i 4 dones). De les 45 persones inactives 19 estaven jubilades, 10 estaven estudiant i 16 estaven classificades com a «altres inactius».

### Ingressos
El 2009 a Neuilly-l'Hôpital hi havia 118 unitats fiscals que integraven 315 persones, la mediana anual d'ingressos fiscals per persona era de 18.653 €.

### Activitats econòmiques

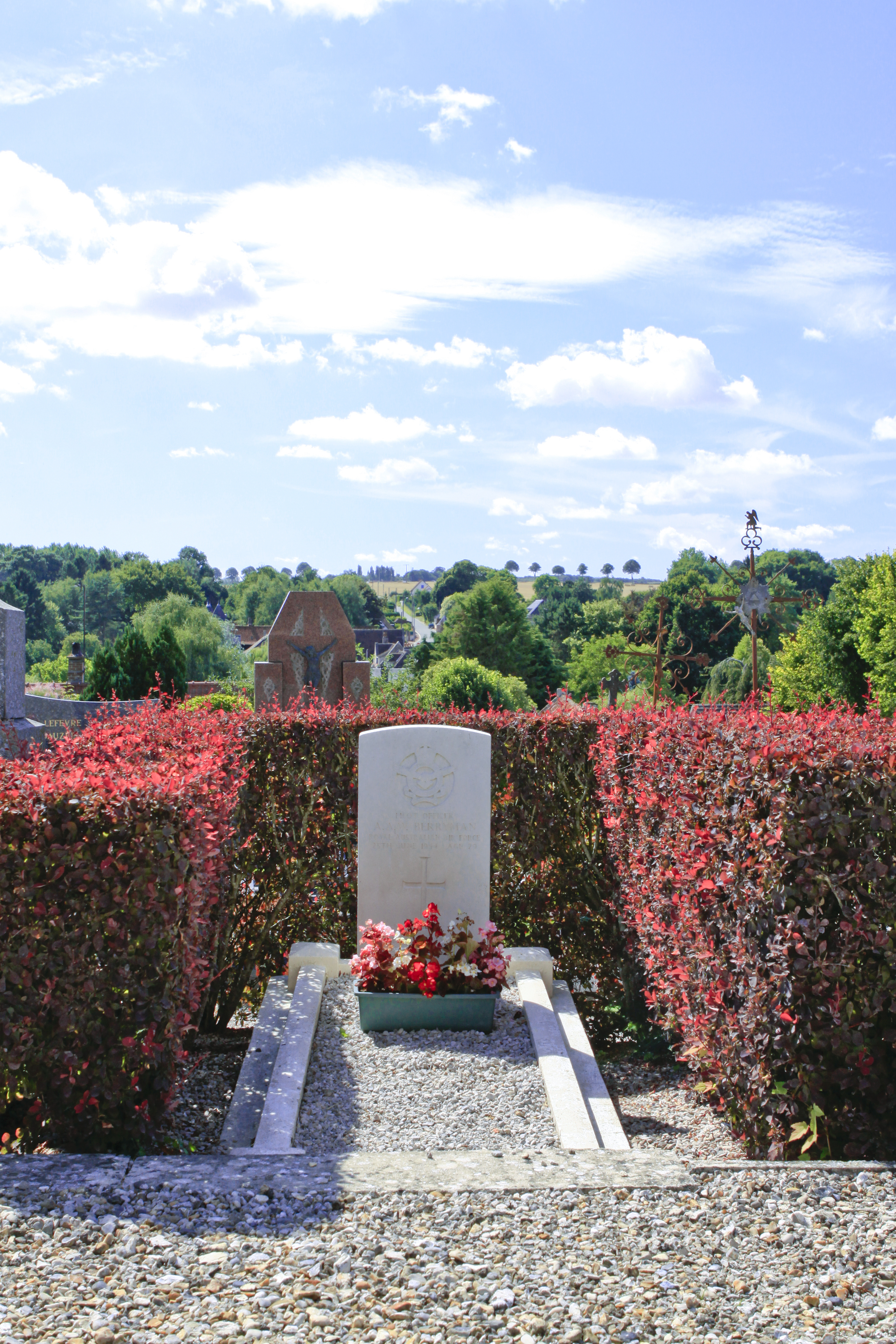

Dels 8 establiments que hi havia el 2007, 1 era d'una empresa de fabricació d'altres productes industrials, 2 d'empreses de construcció, 2 d'empreses de comerç i reparació d'automòbils, 1 d'una empresa d'hostatgeria i restauració i 2 d'empreses de serveis.
Dels 2 establiments de servei als particulars que hi havia el 2009, 1 era un taller de reparació d'automòbils i de material agrícola i 1 paleta.
L'any 2000 a Neuilly-l'Hôpital hi havia 7 explotacions agrícoles que ocupaven un total de 384 hectàrees.

## Equipaments sanitaris i escolars
El 2009 hi havia una escola elemental integrada dins d'un grup escolar amb les comunes properes formant una escola dispersa.

## Poblacions més properes

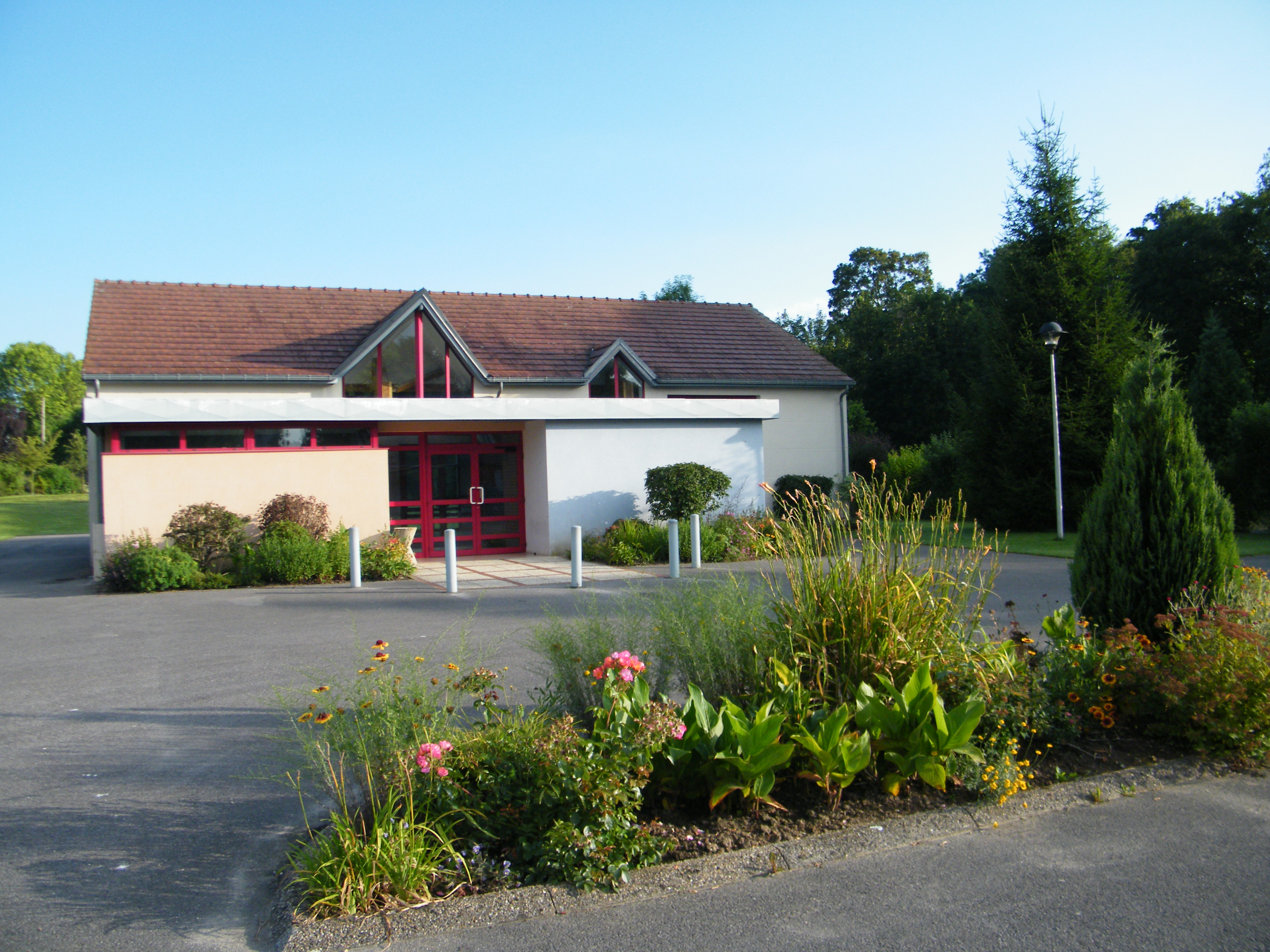

El següent diagrama mostra les poblacions més properes.